# أورفييتو
أورفييتو (بالإيطالية: Orvieto)‏ هي بلدية في مقاطعة تيرني في إقليم أومبريا الإيطالي.

## السكان
في سنة 1861 بلغ عدد السكان 14٬318 نسمة، وتطور العدد ليصل في سنة 2011 لـ 21٬064 نسمة.
يظهر هذا المخطط البياني تطور النمو السكاني لـ أورفييتو

## توأمة
لأورفييتو اتفاقيات توأمة مع كل من:
- بيت لحم
- جيفور [7]
- مايه-باشي [8]
- أيكن
- سينايوكي
- كرجم [الإنجليزية]‏
- أفينيون

## أعلام
- أندريا براكاليتي
- جورجيو سانتارانا
- أندريا بيزانو